# Rapiscimi
Rapiscimi è un film del 2019 diretto da Giovanni Luca Gargano.

## Trama
Quattro disoccupati calabresi combinano un guaio e s'inimicano l'intero paese, per poi darsi alla fuga nel bosco. Dovranno trovare una soluzione ai danni da loro arrecati.

## Distribuzione
Il film è stato distribuito nelle sale cinematografiche italiane a partire dal 19 aprile 2019.